# L'Indépendant du Haut-Jura
L'Indépendant du Haut-Jura  était un journal hebdomadaire français diffusé le jeudi dans la région de Morez.

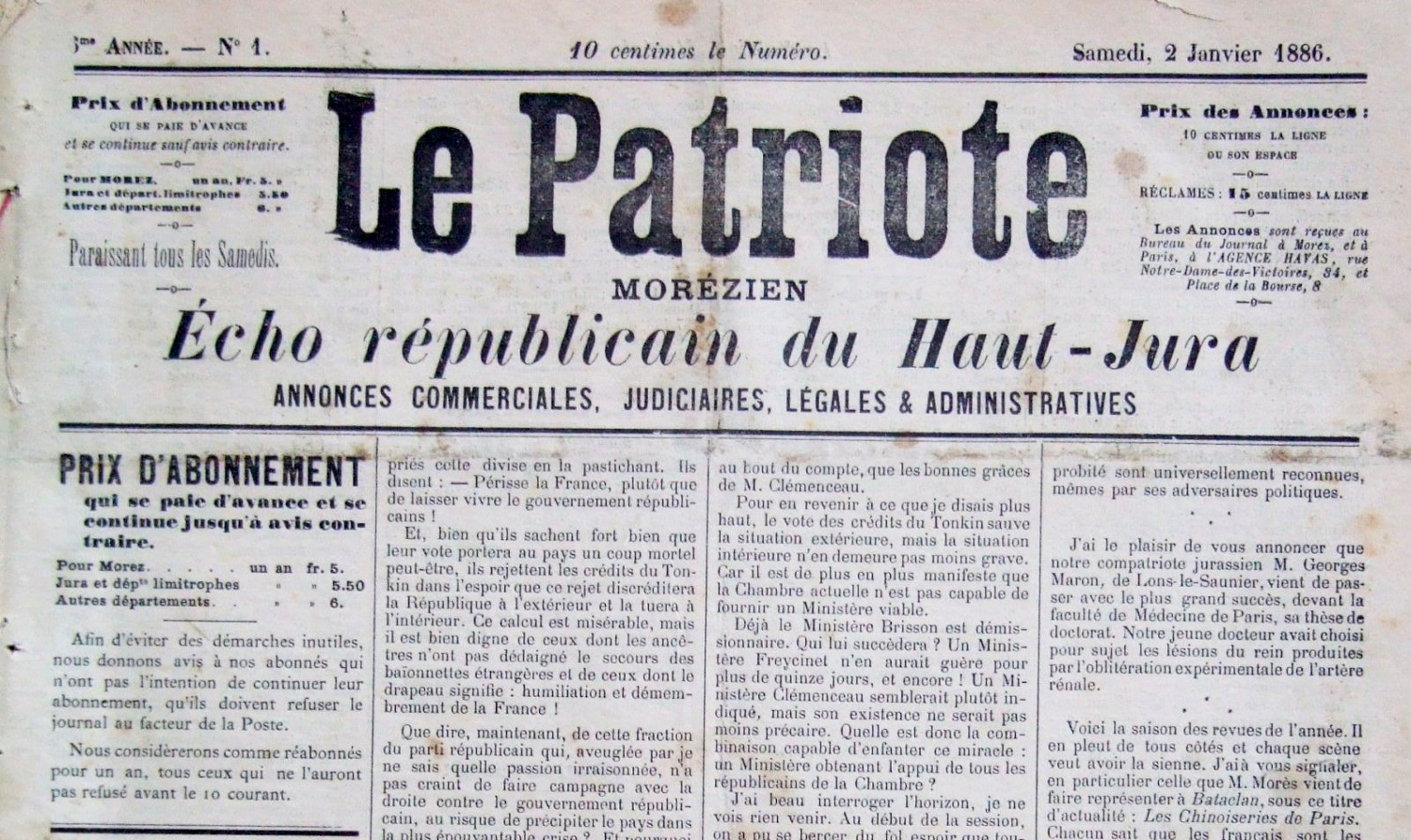
Entête du journal le Patriote Morézien du 2 janvier 1886.

Fondé en 1881 sous le nom du Patriote Morézien – Echo républicain du Haut-Jura. Il gardera ce nom jusqu’à la libération en 1945. Date à laquelle il adoptera le titre de L’Indépendant du Haut-Jura.
Quelques années avant sa disparition, L’Indépendant du Haut-Jura avait fusionné avec Le Courrier de Saint-Claude  pour former l'Hebdo du Haut-Jura.
La fin de parution de l'Hebdo du Haut-Jura a été annoncée en juillet 2011.
Lors de sa disparition, le journal était détenu par la Société d’édition hebdomadaire périodiques locaux (SEHPL - groupe de presse Ebra).